# Пиетро Бернини
Пиетро Бернини (на италиански: Pietro Bernini) е италиански скулптор. Баща е на-известния скулптор Джовани Лоренцо Бернини.

## Биография
Роден е в Сесто Фиорентино, Тоскана. Отива в Неапол за да работи в манастира Certosa di San Martino (днес музей) и там, в Неапол, през 1598 г. се ражда сина му Джан Лоренцо Бернини. През 1605 г. семейството отива в Рим под покровителството на кардинал Шипионе Боргезе. В Рим Пиетро работи над различни проекти за римския папа Павел V, и други членове на фамилията Боргезе. За същия папа Пиетро Бернини създава параклис за базиликата Санта Мария Маджоре.
Една от най-известните творби на Пиетро Бернини в Рим е т.нар. фонтан „Грозната лодка“ Фонтан Баркача, който се намира в подножието на Испанските стъпала. Той е поръчан от папа Урбан и построен през 1627 г., две години преди Пиетро Бернини да почине.

## Галерия
- Фонтан Баркача, Рим
- Пано в базиликата Санта Мария Маджоре
- Св. Мартин споделя плаща си, манастир Св. Мартин, Неапол
- Флора, 1616